# 西撒哈拉衝突 (2020年至今)
西撒哈拉衝突 (2020年至今), 也稱為蓋爾蓋拉特危機、摩洛哥對蓋爾蓋拉特的軍事干預或第二次西撒哈拉戰爭，是摩洛哥王國和阿拉伯撒哈拉民主共和國之間的武裝衝突。波利薩里奧陣線在有爭議的西撒哈拉地區組成。這是該地區尚未解決的衝突的最新升級，該地區主要由摩洛哥佔領，但20-25%的地區由阿拉伯撒哈拉民主共和國管理。暴力事件結束了雙方長達29年的停火協議，雙方原本期待舉行自決公投來解決爭端。儘管聯合國西撒哈拉全民投票特派團於1991年成立，但全民投票從未舉行。